# KGallery
KGallery — частная галерея искусств в Санкт-Петербурге. Основу коллекции галереи составляет живопись и графика отечественных мастеров XIX—XX веков. Также в собрании галереи находится большая коллекция произведений неофициального искусства Ленинграда и агитационного фарфора 1920—1930-х гг.

## История
Галерея была создана в Санкт-Петербурге, в 2005 году по инициативе коллекционера Владимира Березовского и расположилась на 1-м и 2-м этажах исторического здания на набережной реки Фонтанки, дом 24. Одно из основных направлений деятельности KGallery — организация выставок. За время существования галереи в её стенах экспонировалась живопись и графика известных русских художников, в числе которых: Борис Григорьев, Борис Кустодиев, Кузьма Петров-Водкин, Казимир Малевич, Константин Сомов, Натан Альтман и др. Целый ряд экспозиций были отведены значительным объединениям художников XX века: группе «Одиннадцать», представителям объединения Арефьевский круг. Также, в последние годы, в галерее прошли персональные выставки крупных отечественных и зарубежных мастеров фотографии.
Галерея постоянно проводит образовательные и просветительные мероприятия, в том числе беседы, лекции и мастер-классы, встречи с художниками и профессиональными искусствоведами. KGallery активно сотрудничает с частными коллекционерами, государственными музеями и институциями: Государственный Эрмитаж, Русский музей, Третьяковская галерея, Екатеринбургский музей изобразительных искусств.